# San Felipe del Progreso
San Felipe del Progreso é um município do estado do México, no México.